# Časovnica odkritij kemičnih elementov
Odkritje 118 kemičnih elementov, za katere je znano, da obstajajo v letu 2021, je predstavljeno v kronološkem vrstnem redu. Elementi so na splošno navedeni v vrstnem redu, v katerem je bil vsak prvič opredeljen kot čisti element, saj natančnega datuma odkritja večine elementov ni mogoče natančno določiti. Načrtujejo sintezo več elementov in ni znano, koliko elementov lahko še obstaja.
Za vsak element je navedeno njegovo ime, atomska številka, leto prvega poročila, ime odkritelja in opombe povezane z odkritjem.

## Periodni sistem elementov
| Periodni sistem elementov po dobi odkritij | Periodni sistem elementov po dobi odkritij     | Periodni sistem elementov po dobi odkritij           | Periodni sistem elementov po dobi odkritij                                                                                       | Periodni sistem elementov po dobi odkritij                      | Periodni sistem elementov po dobi odkritij                                                                  | Periodni sistem elementov po dobi odkritij | Periodni sistem elementov po dobi odkritij | Periodni sistem elementov po dobi odkritij | Periodni sistem elementov po dobi odkritij | Periodni sistem elementov po dobi odkritij | Periodni sistem elementov po dobi odkritij | Periodni sistem elementov po dobi odkritij | Periodni sistem elementov po dobi odkritij | Periodni sistem elementov po dobi odkritij | Periodni sistem elementov po dobi odkritij | Periodni sistem elementov po dobi odkritij | Periodni sistem elementov po dobi odkritij | Periodni sistem elementov po dobi odkritij | Periodni sistem elementov po dobi odkritij |
| | 1                                              | 2                                                    | | 3                                                               | 4 | 5                                          | 6                                          | 7                                          | 8                                          | 9                                          | 10                                         | 11                                         | 12                                         | 13                                         | 14                                         | 15                                         | 16                                         | 17                                         | 18                                         |
| Skupina → | Skupina →                                      | Skupina →                                            | |                                                                 | |                                            |                                            |                                            |                                            |                                            |                                            |                                            |                                            |                                            |                                            |                                            |                                            |                                            |                                            |
| ↓ Perioda | ↓ Perioda                                      | ↓ Perioda                                            | |                                                                 | |                                            |                                            |                                            |                                            |                                            |                                            |                                            |                                            |                                            |                                            |                                            |                                            |                                            |                                            |
| --- | ---------------------------------------------- | ---------------------------------------------------- | --- | --------------------------------------------------------------- | --- | ------------------------------------------ | ------------------------------------------ | ------------------------------------------ | ------------------------------------------ | ------------------------------------------ | ------------------------------------------ | ------------------------------------------ | ------------------------------------------ | ------------------------------------------ | ------------------------------------------ | ------------------------------------------ | ------------------------------------------ | ------------------------------------------ | ------------------------------------------ |
| 1 | 1 H                                            |                                                      | |                                                                 | |                                            |                                            |                                            |                                            |                                            |                                            |                                            |                                            |                                            |                                            |                                            |                                            |                                            | 2 He                                       |
| 2 | 3 Li                                           | 4 Be                                                 | |                                                                 | |                                            |                                            |                                            |                                            |                                            |                                            |                                            |                                            | 5 B                                        | 6 C                                        | 7 N                                        | 8 O                                        | 9 F                                        | 10 Ne                                      |
| 3 | 11 Na                                          | 12 Mg                                                | |                                                                 | |                                            |                                            |                                            |                                            |                                            |                                            |                                            |                                            | 13 Al                                      | 14 Si                                      | 15 P                                       | 16 S                                       | 17 Cl                                      | 18 Ar                                      |
| 4 | 19 K                                           | 20 Ca                                                | | 21 Sc                                                           | 22 Ti | 23 V                                       | 24 Cr                                      | 25 Mn                                      | 26 Fe                                      | 27 Co                                      | 28 Ni                                      | 29 Cu                                      | 30 Zn                                      | 31 Ga                                      | 32 Ge                                      | 33 As                                      | 34 Se                                      | 35 Br                                      | 36 Kr                                      |
| 5 | 37 Rb                                          | 38 Sr                                                | | 39 Y                                                            | 40 Zr | 41 Nb                                      | 42 Mo                                      | 43 Tc                                      | 44 Ru                                      | 45 Rh                                      | 46 Pd                                      | 47 Ag                                      | 48 Cd                                      | 49 In                                      | 50 Sn                                      | 51 Sb                                      | 52 Te                                      | 53 I                                       | 54 Xe                                      |
| 6 | 55 Cs                                          | 56 Ba                                                | 1 asterisk | 71 Lu                                                           | 72 Hf | 73 Ta                                      | 74 W                                       | 75 Re                                      | 76 Os                                      | 77 Ir                                      | 78 Pt                                      | 79 Au                                      | 80 Hg                                      | 81 Tl                                      | 82 Pb                                      | 83 Bi                                      | 84 Po                                      | 85 At                                      | 86 Rn                                      |
| 7 | 87 Fr                                          | 88 Ra                                                | 1 asterisk | 103 Lr                                                          | 104 Rf | 105 Db                                     | 106 Sg                                     | 107 Bh                                     | 108 Hs                                     | 109 Mt                                     | 110 Ds                                     | 111 Rg                                     | 112 Cn                                     | 113 Nh                                     | 114 Fl                                     | 115 Mc                                     | 116 Lv                                     | 117 Ts                                     | 118 Og                                     |
| |                                                |                                                      | |                                                                 | |                                            |                                            |                                            |                                            |                                            |                                            |                                            |                                            |                                            |                                            |                                            |                                            |                                            |                                            |
| 1 asterisk | 1 asterisk                                     | 1 asterisk                                           | 1 asterisk | 57 La                                                           | 58 Ce | 59 Pr                                      | 60 Nd                                      | 61 Pm                                      | 62 Sm                                      | 63 Eu                                      | 64 Gd                                      | 65 Tb                                      | 66 Dy                                      | 67 Ho                                      | 68 Er                                      | 69 Tm                                      | 70 Yb                                      |                                            |                                            |
| 1 asterisk | 1 asterisk                                     | 1 asterisk                                           | 1 asterisk | 89 Ac                                                           | 90 Th | 91 Pa                                      | 92 U                                       | 93 Np                                      | 94 Pu                                      | 95 Am                                      | 96 Cm                                      | 97 Bk                                      | 98 Cf                                      | 99 Es                                      | 100 Fm                                     | 101 Md                                     | 102 No                                     |                                            |                                            |
| |                                                |                                                      | |                                                                 | |                                            |                                            |                                            |                                            |                                            |                                            |                                            |                                            |                                            |                                            |                                            |                                            |                                            |                                            |
| \| Barva ozadja prikazuje leto odkritja: \| \| \| \| \| \| \| \| Stari vek do srednjega veka \| Srednji vek–1799 \| 1800–1849 \| 1850–1899 \| 1900–1949 \| 1950–1999 \| Po 2000 \| \| (12 elementov) Stari vek do srednjega veka: nezapisama odkritja do srednjega veka \| (22 elements) Odkritje v letih razsvetljenstva \| (25 elementov) Znanstvena in industrijska revolucija \| (24 elementov) Doba klasifikacije elemntov; aplikacija tehnik analize spektra: Boisbaudran, Bunsen, Crookes, Kirchhoff in drugi" \| (14 elementov) Razvoj stare kvantne teorije in kvantne mehanike \| (16 elementov) Po projektu Manhattan; sinteza od vrstnega števila 98 naprej (trkalnik, tehnike zaletavanja) \| (5 elementov) Nedavne sinteze \| Prvobitni Iz razpada Umetni Okvir prikazuje pojavljanje elementa v naravi |                                                |                                                      | |                                                                 | |                                            |                                            |                                            |                                            |                                            |                                            |                                            |                                            |                                            |                                            |                                            |                                            |                                            |                                            |
| Barva ozadja prikazuje leto odkritja: |                                                |                                                      | |                                                                 | |                                            |                                            |                                            |                                            |                                            |                                            |                                            |                                            |                                            |                                            |                                            |                                            |                                            |                                            |
| Stari vek do srednjega veka | Srednji vek–1799                               | 1800–1849                                            | 1850–1899 | 1900–1949                                                       | 1950–1999                                                                                                   | Po 2000                                    |                                            |                                            |                                            |                                            |                                            |                                            |                                            |                                            |                                            |                                            |                                            |                                            |                                            |
| (12 elementov) Stari vek do srednjega veka: nezapisama odkritja do srednjega veka | (22 elements) Odkritje v letih razsvetljenstva | (25 elementov) Znanstvena in industrijska revolucija | (24 elementov) Doba klasifikacije elemntov; aplikacija tehnik analize spektra: Boisbaudran, Bunsen, Crookes, Kirchhoff in drugi" | (14 elementov) Razvoj stare kvantne teorije in kvantne mehanike | (16 elementov) Po projektu Manhattan; sinteza od vrstnega števila 98 naprej (trkalnik, tehnike zaletavanja) | (5 elementov) Nedavne sinteze              |                                            |                                            |                                            |                                            |                                            |                                            |                                            |                                            |                                            |                                            |                                            |                                            |                                            |